# Albert Ferrer
Albert Ferrer Llopis (* 6. Juni 1970 in Barcelona), genannt Chapi, ist ein spanischer Fußballtrainer und ehemaliger -spieler.
Der rechte Verteidiger spielte vor allem beim FC Barcelona und dem FC Chelsea.

## Vereinskarriere

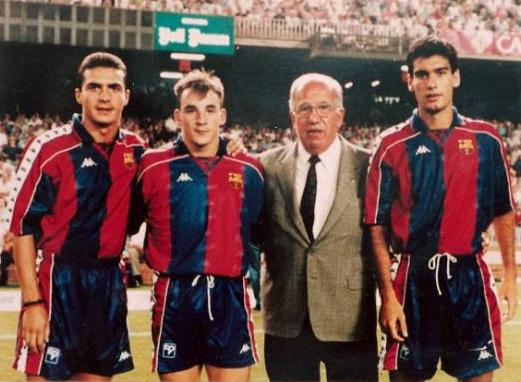
Von links: Guillermo Amor, Albert Ferrer, Barça-Vizepräsident Josep Mussons und Pep Guardiola (1992)

Albert Ferrer stammt aus Rubí, einer Stadt in der Provinz Barcelona. Mit 13 Jahren wurde er an La Masia, der berühmten Nachwuchsakademie des FC Barcelona, angenommen und fußballerisch ausgebildet. Zu seinem Jahrgang gehörten u. a. Pep Guardiola und Sergi Barjuan.  1988 rückte Ferrer in die Reservemannschaft Barcelona B auf, die in der Segunda División spielte. Um Spielpraxis zu sammeln, wurde er für die Rückrunde der Saison 1989/90 an CD Teneriffa verliehen und absolvierte am 14. Januar 1990 seine erste Partie in der Primera División (2:2 gegen CD Málaga). Ab Juli 1990 stand Ferrer (Spitzname Chapi) in Barcelonas Kader und erkämpfte sich unter Trainer Johan Cruyff, der auf eine Mischung aus internationalen Topstars und Spielern der eigenen Jugend setzte, den Stammplatz als rechter Außenverteidiger. Er war fortan fester Bestandteil des legendären Dream Teams, das eine der erfolgreichsten Phasen der Vereinsgeschichte einläutete. Ferrer galt als sehr schneller, robuster und zweikampfstarker Außenverteidiger, der sich durch Flankenläufe immer wieder am Offensivspiel beteiligte. Sein Pendant auf der linken Abwehrseite war ab 1993 Sergi. Mit Barça gewann Ferrer vier Meisterschaften in Folge (1991 bis 1994), viermal den spanischen Supercup, den Europapokal der Landesmeister (1992) sowie den Europapokal der Pokalsieger (1997). In seiner letzten Saison (1997/98) folgte das nationale Double aus Copa del Rey und Meisterschaft. Dabei hatte der neue Trainer Louis van Gaal vermehrt auf niederländische Profis gesetzt und Ferrer war nicht mehr unumstritten. Nach acht Jahren kehrte er dem Klub im Juni 1998 den Rücken und wechselte für eine Ablöse von umgerechnet 4,3 Millionen Euro zum FC Chelsea. Für den FC Barcelona hat Ferrer insgesamt 301 Pflichtspiele  bestritten und drei Tore erzielt.
Bei den Blues war Ferrer zunächst als rechter Verteidiger gesetzt, hatte jedoch zunehmend mit Verletzungen zu kämpfen. Als Chelsea im Jahr 2000 den FA Cup gewann, verpasste er das Endspiel. 2000/01 brachte er es unter Trainer Gianluca Vialli noch auf 14 Einsätze, in den beiden folgenden Spielzeiten nur auf insgesamt sieben. Nach Auslaufen seines Vertrages beendete Ferrer im Mai 2003 seine Karriere.

## Nationalmannschaft
Ferrer gab am 4. September 1991 gegen Uruguay (2:1) sein Länderspieldebüt für die spanische A-Nationalmannschaft. Bei den Olympischen Spielen 1992 in Barcelona gewann Ferrer mit seiner Mannschaft die Goldmedaille. 1994 stand Ferrer im Aufgebot für die Weltmeisterschaft und kam in allen Partien über die volle Distanz zum Einsatz, wobei ihm zwei Torvorlagen gelangen. Spanien scheiterte im Viertelfinale an Italien (1:2). Nachdem Ferrer die Europameisterschaft 1996 verletzungsbedingt verpasst hatte, gehörte er bei der WM 1998 wieder zum Kader, kam aber lediglich in der Auftaktpartie gegen Nigeria (2:3) auf 45 Minuten Einsatzzeit. Sein 36. und letzter Auftritt für Spanien war am 17. November 1999 gegen Argentinien (0:2).

## Trainerkarriere
Ferrer arbeitete als Trainer zunächst im Jugendbereich des FC Barcelona, bevor ihn der niederländische Ehrendivisionär Vitesse Arnheim am 28. Oktober 2010 als neuen Cheftrainer präsentierte. Da der Erfolg ausblieb – Vitesse vermied in der 2010/11 nur aufgrund der knapp besseren Tordifferenz gegenüber Excelsior Rotterdam die Relegationsspiele – wurde Ferrers Vertrag am Ende der Saison nicht verlängert. Weitere kurzlebige Trainerstationen waren der FC Córdoba (Februar bis Oktober 2014) und RCD Mallorca (Juni bis November 2015).

## Erfolge
- Olympiasieger (1): 1992
- Europapokal der Landesmeister (1): 1992
- Europapokal der Pokalsieger (1): 1997
- UEFA Super Cup (1): 1993
- Spanische Meisterschaft (5): 1991, 1992, 1993, 1994, 1998
- Spanischer Pokal (2): 1997, 1998
- Spanischer Superpokal (4): 1991, 1992, 1994, 1995
- Englischer Pokal (1): 2000
- Englischer Superpokal (1): 2000